# Carcelia coniformis
Carcelia coniformis là một loài ruồi trong họ Tachinidae.